# Integral de Skorokhod
Em matemática, a integral de Skorokhod, frequentemente denotada como {\displaystyle \delta }, é um operador de grande importância na teoria dos processos estocásticos. Recebe este nome em homenagem ao matemático ucraniano Anatoliy Skorokhod. Parte da sua importância deriva do fato de que unifica vários conceitos:
- {\displaystyle \delta } é uma extensão da integral de Itō a processos não adaptados;
- {\displaystyle \delta } é o adjunto da derivada de Malliavin, que é fundamental para o cálculo estocástico de variações (cálculo de Malliavin);
- {\displaystyle \delta } é uma generalização de dimensões infinitas do operador de divergência a partir do cálculo vetorial clássico.

## Definição

### Derivada de Malliavin
Considere um espaço de probabilidade fixo {\displaystyle (\Omega ,\Sigma ,\mathbf {P} )} e um espaço de Hilbert {\displaystyle H}, sendo que {\displaystyle \mathbf {E} } denota o valor esperado em relação à {\displaystyle \mathbf {P} }:
{\displaystyle \mathbf {E} [X]:=\int _{\Omega }X(\omega )\,\mathrm {d} \mathbf {P} (\omega ).}
Falando intuitivamente, a derivada de Malliavin de uma variável aleatória {\displaystyle F} em {\displaystyle L^{p}(\Omega )} é definida expandindo-a em termos de variáveis aleatórias gaussianas que são parametrizadas pelos elementos de {\displaystyle H} e diferenciando da expansão formalmente. A integral de Skorokhod é o operador adjunto da derivada de Malliavin.

Considere uma família de variáveis aleatórias de valores reais {\displaystyle W(h)}, indexada pelos elementos {\displaystyle h} do espaço de Hilbert {\displaystyle H}. Assuma em seguida que cada {\displaystyle W(h)} é uma variável aleatória gaussiana (normal), que o mapa que leva de {\displaystyle h} a {\displaystyle W(h)} é um mapa linear e que a média e a estrutura de covariância são dadas por:
{\displaystyle \mathbf {E} [W(h)]=0,}
{\displaystyle \mathbf {E} [W(g)W(h)]=\langle g,h\rangle _{H},}
para todo {\displaystyle g} e {\displaystyle h} em {\displaystyle H}. Pode-se mostrar que, dado {\displaystyle H}, sempre existe um espaço de probabilidade {\displaystyle (\Omega ,\Sigma ,\mathbf {P} )} e uma família de variáveis aleatórias com as propriedades acima. A derivada de Malliavin é essencialmente definida ao configurar formalmente a derivada da variável aleatória {\displaystyle W(h)} como sendo {\displaystyle h} e então estender esta definição a variáveis aleatórias suficientemente suaves. Para uma variável aleatória {\displaystyle F} da forma:
{\displaystyle F=f(W(h_{1}),\ldots ,W(h_{n})),}
em que {\displaystyle f:\mathbb {R} ^{n}\to \mathbb {R} } é suave, a derivada de Malliavin é definida usando a "definição formal" anterior e a regra da cadeia:
{\displaystyle \mathrm {D} F:=\sum _{i=1}^{n}{\frac {\partial f}{\partial x_{i}}}(W(h_{1}),\ldots ,W(h_{n}))h_{i}.}
Em outras palavras, enquanto {\displaystyle F} era uma variável aleatória de valores reais, sua derivada {\displaystyle \mathrm {D} F} é uma variável aleatória de valor {\displaystyle H}, um elemento do espaço {\displaystyle L^{p}(\Omega ;H)}. Certamente, este procedimento apenas define {\displaystyle \mathrm {D} F} para variáveis aleatórias "suaves", mas um procedimento de aproximação pode ser empregado para definir {\displaystyle \mathrm {D} F} para {\displaystyle F} em um subespaço grande de {\displaystyle L^{p}(\Omega )}; o domínio de {\displaystyle \mathrm {D} } é o fecho das variáveis aleatórias suaves na seminorma:
{\displaystyle \|F\|_{1,p}:={\big (}\mathbf {E} [|F|^{p}]+\mathbf {E} [\|\mathrm {D} F\|_{H}^{p}]{\big )}^{1/p}.}
Este espaço é denotado por {\displaystyle \mathrm {D} ^{1,p}} e é chamado de espaço de Watanabe–Sobolev.

### Integral de Skorokhod
Por simplicidade, considere agora apenas o caso {\displaystyle p=2}. A integral de Skorokhod {\displaystyle \delta } é definida como o adjunto-{\displaystyle L^{2}} da derivada de Malliavin {\displaystyle \mathrm {D} }. Assim como {\displaystyle \mathrm {D} } não foi definida no todo de {\displaystyle L^{2}(\Omega )}, {\displaystyle \delta } não é definida no todo de {\displaystyle L^{2}(\Omega ;H)}: o domínio de {\displaystyle \delta } consiste naqueles processos {\displaystyle u} em {\displaystyle L^{2}(\Omega ;H)} para os quais existe uma constante {\displaystyle C(u)}, tal que, para toda {\displaystyle F} em {\displaystyle \mathrm {D} ^{1,2}},
{\displaystyle {\big |}\mathbf {E} [\langle \mathrm {D} F,u\rangle _{H}]{\big |}\leq C(u)\|F\|_{L^{2}(\Omega )}.}
A integral de Skorokhod de um processo {\displaystyle u} em {\displaystyle L^{2}(\Omega ;H)} é uma variável aleatória de valores reais {\displaystyle \delta u} em {\displaystyle L^{2}(\Omega )}; se {\displaystyle u} cai no domínio de {\displaystyle \delta }, então , {\displaystyle \delta u} é definida pela relação que, para toda {\displaystyle F\in \mathrm {D} ^{1,2}},
{\displaystyle \mathbf {E} [F\,\delta u]=\mathbf {E} [\langle \mathrm {D} F,u\rangle _{H}].}
Assim como a derivada de Malliavin {\displaystyle \mathrm {D} } foi primeiramente definida em variáveis aleatórias simples e suaves, a integral de Skorokhod tem uma expressão simples para "processos simples": se {\displaystyle u} for dada por
{\displaystyle u=\sum _{j=1}^{n}F_{j}h_{j}}
em {\displaystyle F_{j}} suave e {\displaystyle h_{j}} em {\displaystyle H}, então:
{\displaystyle \delta u=\sum _{j=1}^{n}\left(F_{j}W(h_{j})-\langle \mathrm {D} F_{j},h_{j}\rangle _{H}\right).}

## Propriedades
- De acordo com a propriedade da isometria, para qualquer processo {\displaystyle u} em {\displaystyle L^{2}(\Omega ;H)} que cai no domínio de {\displaystyle \delta },

{\displaystyle \mathbf {E} {\big [}(\delta u)^{2}{\big ]}=\mathbf {E} \int |u_{t}|^{2}dt+\mathbf {E} \int D_{s}u_{t}\,D_{t}u_{s}\,ds\,dt.}
Se {\displaystyle u} for um processo adaptado, então, {\displaystyle D_{s}u_{t}=0} para {\displaystyle s>t}, de modo que o segundo termo no lado direito desaparece. As integrais de Skorokhod e Itō coincidem neste caso e a equação acima se torna a isometria de Itō.
- A derivada da integral de Skorokhod é dada pela fórmula:

{\displaystyle \mathrm {D} _{h}(\delta u)=\langle u,h\rangle _{H}+\delta (\mathrm {D} _{h}u),}
em que {\displaystyle D_{h}X} representa {\displaystyle (\mathrm {D} X)(h)}, a variável aleatória que é o valor do processo {\displaystyle \mathrm {D} X} no "tempo" {\displaystyle h} em {\displaystyle H}.
- A integral de Skorokhod do produto de uma variável aleatória {\displaystyle F} em {\displaystyle \mathrm {D} ^{1,2}} e um processo {\displaystyle u} em {\displaystyle dom(\delta )} é dada pela fórmula:

{\displaystyle \delta (Fu)=F\,\delta u-\langle \mathrm {D} F,u\rangle _{H}.}